# Stepančič
Stepančič je priimek več znanih Slovencev:
- Alojz Stepančič (1906—1972), zdravnik
- Andrej Stepančič (1812—1881), duhovnik in gimnazijski profesor
- Bojan Stepančič, fotograf
- Cveta Stepančič, grafična oblikovalka
- Damijan Stepančič (*1969), slikar, ilustrator, stripovski avtor
- Dušan Stepančič (1921—2007), agronom, pedolog
- Eduard Stepančič (1908—1991), slovenski-srbski slikar in grafik
- Franc Josip Stepančič (1900—1946), gozdar na Hrvaškem slov. rodu (s Krasa)
- Henrik (Hinko, Riko) Stepančič (1864—1940), pravnik, sodnik, tožilec, politik
- Henrika Stepančič (por. Adamič) (1900—?), kulturna delavka, literatka
- Lilijana Stepančič (*1958), umetnostna zgodovinarka, galeristka
- Lucija Stepančič (*1969), slikarka, restavratorka, pisateljica, literarna kritičarka
- Marica Gregorič-Stepančič (1876—1954), pesnica, pisateljica, urednica, publicistka
- Milena Stepančič (*1932), slikarka in profesorica likovne vzgoje
- Miroslav Stepančič (1915—1989), vojaški zgodovinar, leksikograf
- Nicefor Stepančič (1867—1934), trgovec in fotograf
- Vojka Stepančič (*1933), geografinja, didaktičarka družboslovja